# 丛林白珠
丛林白珠（学名：Gaultheria dumicola）为杜鹃花科白珠树属的植物。分布在中国大陆的云南等地，生长于海拔1,800米至2,400米的地区，多生于林中和石山上。

## 变种
- 高山丛林白珠（学名：Gaultheria dumicola var. petanoneuron）是杜鹃花科白珠树属丛林白珠的变种。分布于中国大陆的西藏、云南等地，生长于海拔2,400米至3,100米的地区，多生长在林中。
- 粗糙丛林白珠（学名：Gaultheria dumicola var. aspera）为杜鹃花科白珠树属丛林白珠的变种。分布在缅甸北部以及中国大陆的西藏、云南等地，生长于海拔2,100米的地区，多生长在常绿阔叶林中。